# 깃털나방상과
깃털나방상과(Aluctoidea)는 나비목에 속하는 나방 상과의 하나이다. 한국깃털나방(Pterotopteryx koreana Byun) 등을 포함하고 있다. 이 작은 나방은 날개를 통해 다른 나방들과 쉽게 구별할 수 있다.
깃털나방상과는 적어도 2개 과를 포함하고 있다.
- 깃털나방과 (Alucitidae)
- Tineodidae